# Rathaus Wohlau

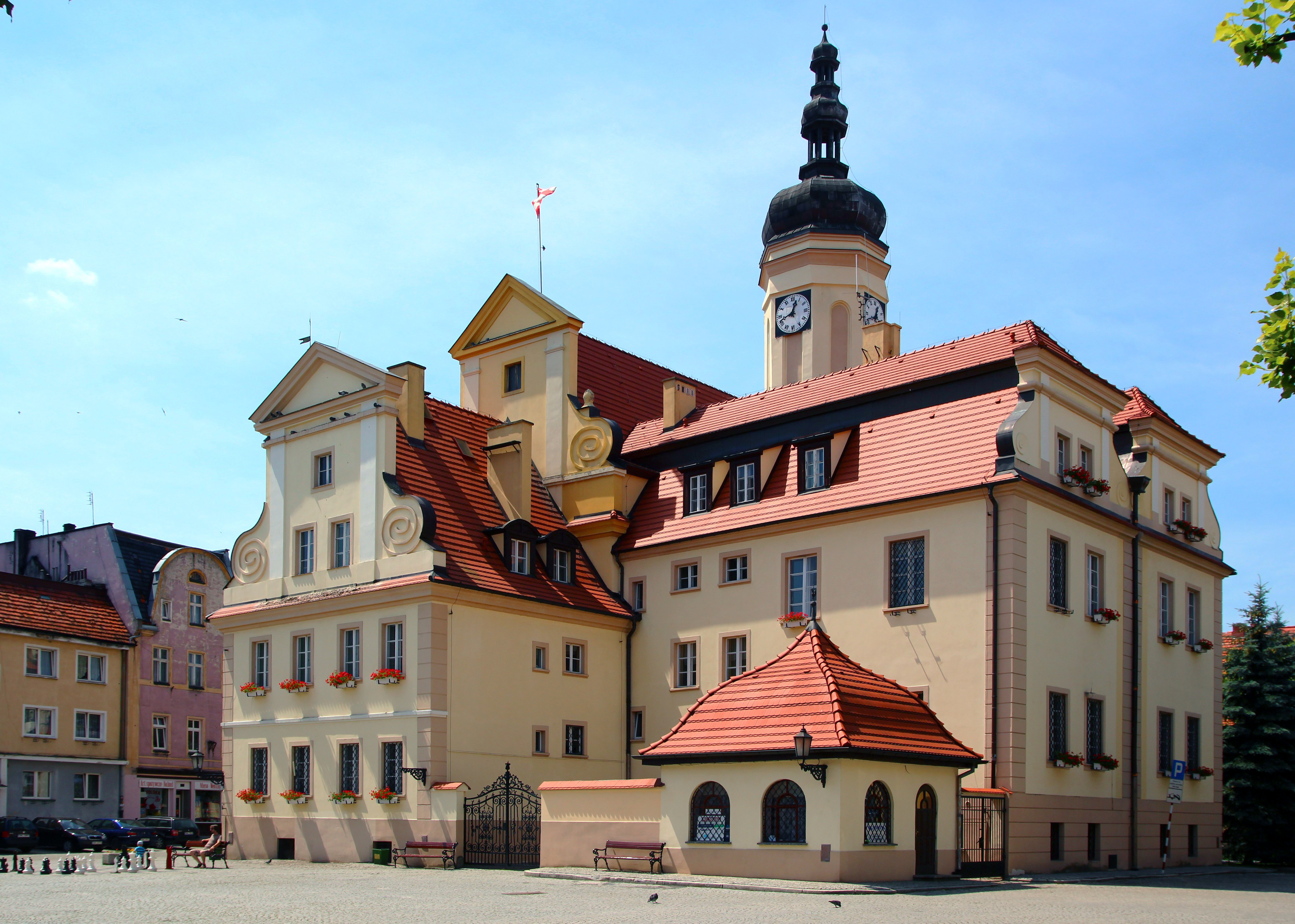
Rathaus Wohlau

Das Rathaus Wohlau (polnisch Ratusz w Wołowie) befindet sich Wołów (deutsch Wohlau) in der Woiwodschaft Niederschlesien in Polen. In dem Gebäude befindet sich die Stadtverwaltung von Wołów (Urząd Miejski w Wołowie).

## Geschichte
Das Rathaus wurde in der zweiten Hälfte des 15. Jahrhunderts erbaut und nach einem Brand von 1689 unter Verwendung der gotischen Mauern bis 1692 in der Mitte des Rings im Stil des Barock neu errichtet. Es ist ein Rechteckbau mit zwei Stockwerken und einem stilgleichen oktogonalen Turm mit Helm und Laterne im Westen. Der Karzer befand sich im Untergeschoss. 1723 ließ Bürgermeister Ignaz Richter eine repräsentative Frontfassade mit einer doppelläufige Freitreppe aus Sandstein anlegen. 1781 zerstörte erneut ein Brand das Rathaus. Beim Wiederaufbau wurde eine Stadtwaage und eine Wache hinzugebaut. Bei Erneuerungen 1820–1840 und 1918–1922 wurde ein Nordflügel angebaut.
Oberhalb des Portals an der Freitreppe befindet sich eine Wappenkartusche, die die Piastenherzöge von Liegnitz, Brieg und Wohlau und die Jahreszahl „1692“ zeigt. An der Südfassade befinden sich Wappen mit Herzog Christian und dessen Frau, Herzogin Luise von Anhalt-Dessau, fünf Wappen von Wohlauer Stadträten sowie ein Stadtwappen mit der Signatur „Abraham Lewe Bild. in Lignitz“. Der Ratssaal liegt im ersten Stock.
Durch kriegerische Handlungen am Ende des Zweiten Weltkriegs wurde u. a. auch das Rathaus zerstört. Nach dem Übergang Schlesiens an Polen infolge des Zweiten Weltkriegs 1945 erfolgte zwischen 1958 und 1962 ein historisch getreuer Wiederaufbau.